# Ponsonby (Nouvelle-Zélande)
Pour les articles homonymes, voir Ponsonby.

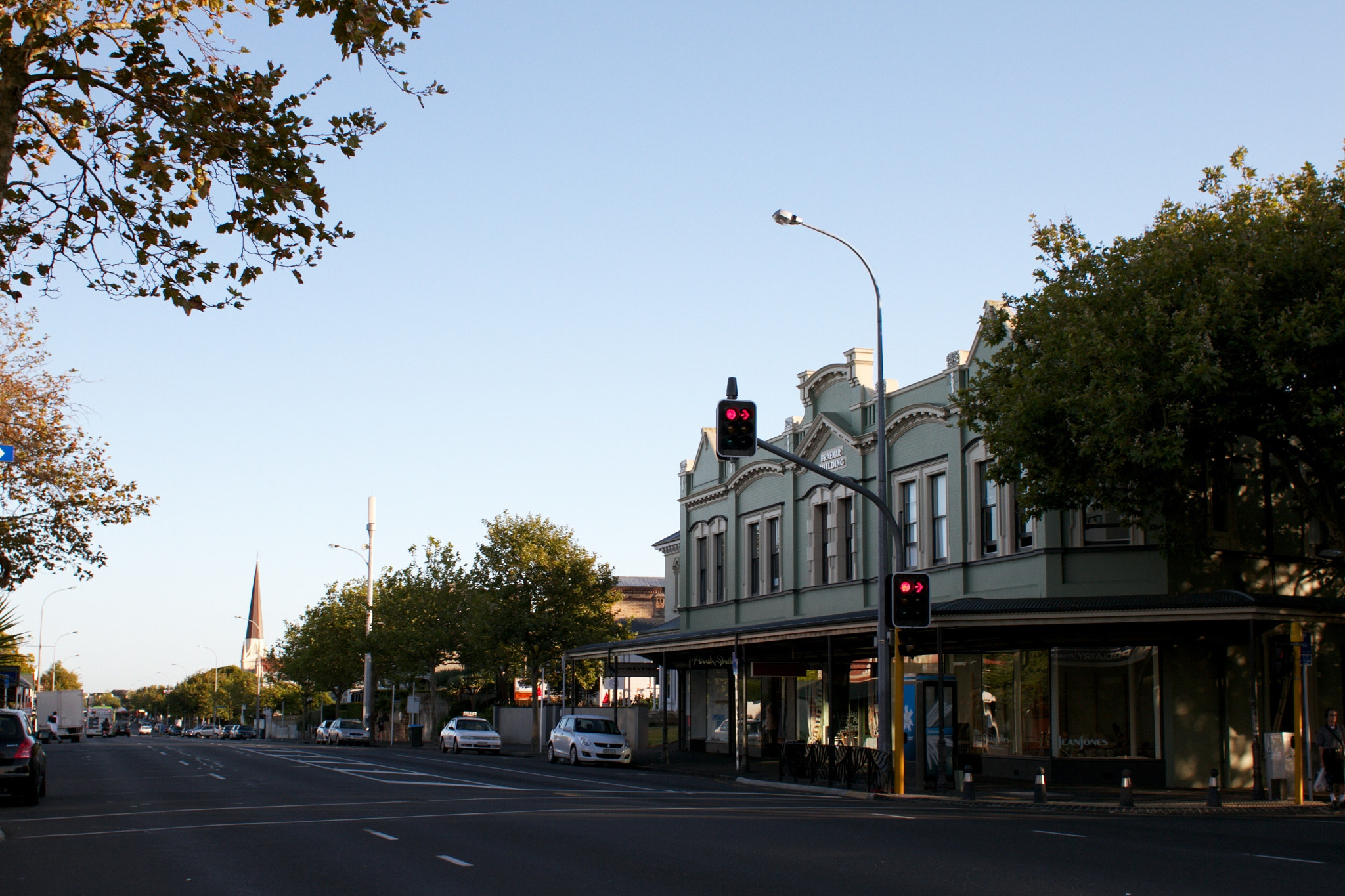
Ponsonby Road.

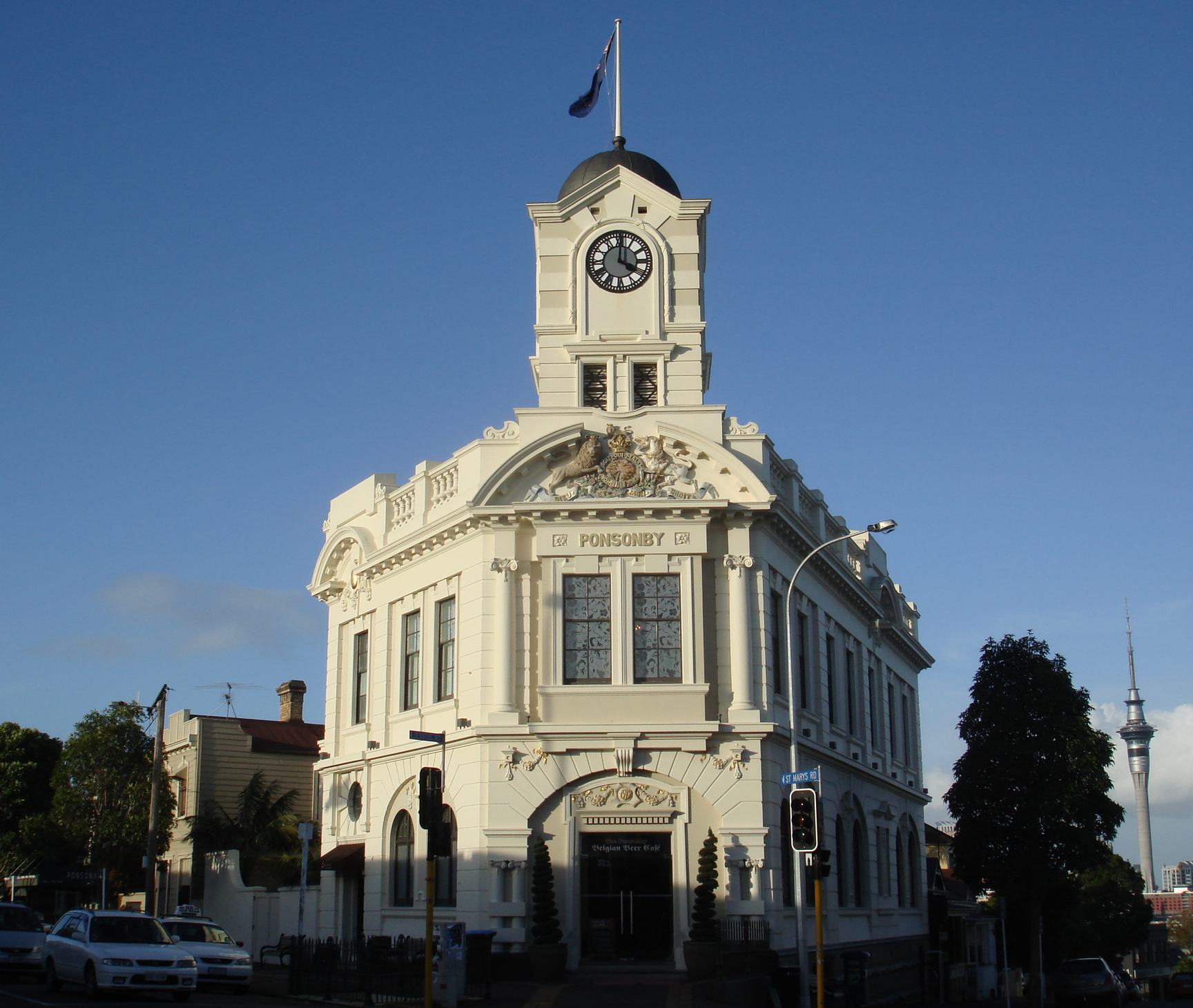
L'ancienne poste.

Ponsonby est un faubourg d'Auckland, situé 2 km à l'ouest du centre-ville. Il est situé le long d'une corniche nord-sud suivie par la rue principale, Ponsonby Road.  Ses limites sont St Mary's Bay au nord, Freemans Bay à l'est et Grey Lynn au sud. Il est relié par la Jervois Road au nord et la Richmond Road au sud.

## Histoire
L'endroit commence à être peuplé dans les années 1860, avec un noyau autour d'un couvent destiné à l'éducation des jeunes filles maories et il prend son nom actuel en 1873. Il rejoint la municipalité d'Auckland en 1882. Au début, Ponsonby était peuplé d'ouvriers et d'employés. Des années 1930 à 1980, il y avait beaucoup d'habitations délabrées et l'endroit avait mauvaise réputation. Attirés par des loyers bas, les étudiants et des artistes plus ou moins marginaux s'y sont installés à partir des années 1970 en côtoyant des immigrés polynésiens ; mais dans les années 1990 le faubourg a commencé à connaître un processus de « gentrification » en attirant des cadres et des jeunes familles aisées. Aujourd'hui c'est un quartier qui a complètement changé d'aspect, connu pour ses boutiques de prêt-à-porter à la mode, ses bars, ses restaurants et ses boîtes de nuit et son défilé de la Gay Pride en février.

## Enseignement
- Holy Cross College, séminaire catholique
- Ponsonby Intermediate School
- St Mary's College, établissement catholique pour filles de 7 à 13 ans, fondé en 1850.
- St Paul's College, établissement secondaire pour garçons, fondé en 1955 par les Pères maristes

## Sport
Ponsonby accueille le Ponsonby Ponies Rugby League Club et le Ponsonby Rugby Football Club.

## Photographies

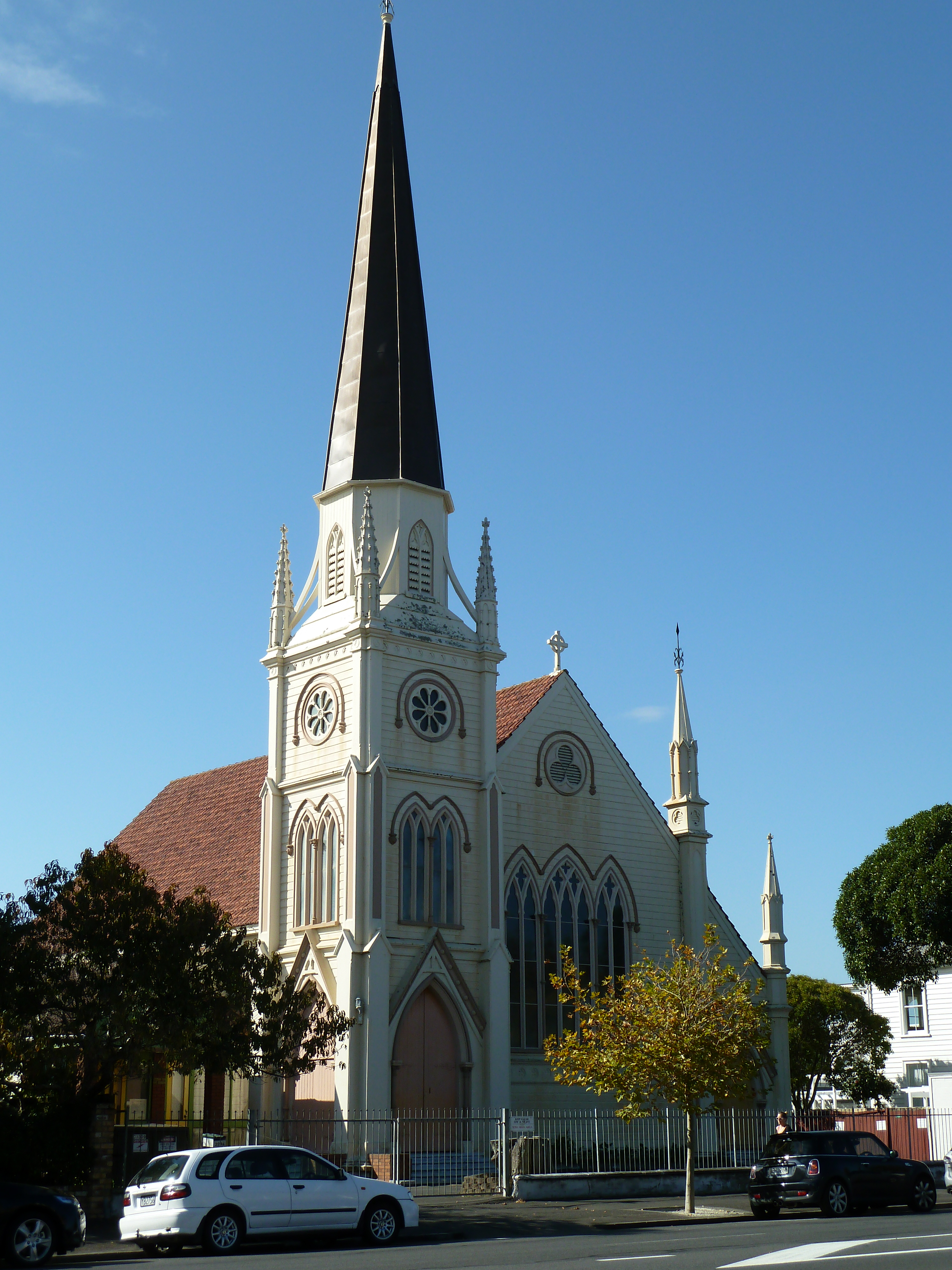
Église méthodiste Saint John's, inscrite aux monuments historiques
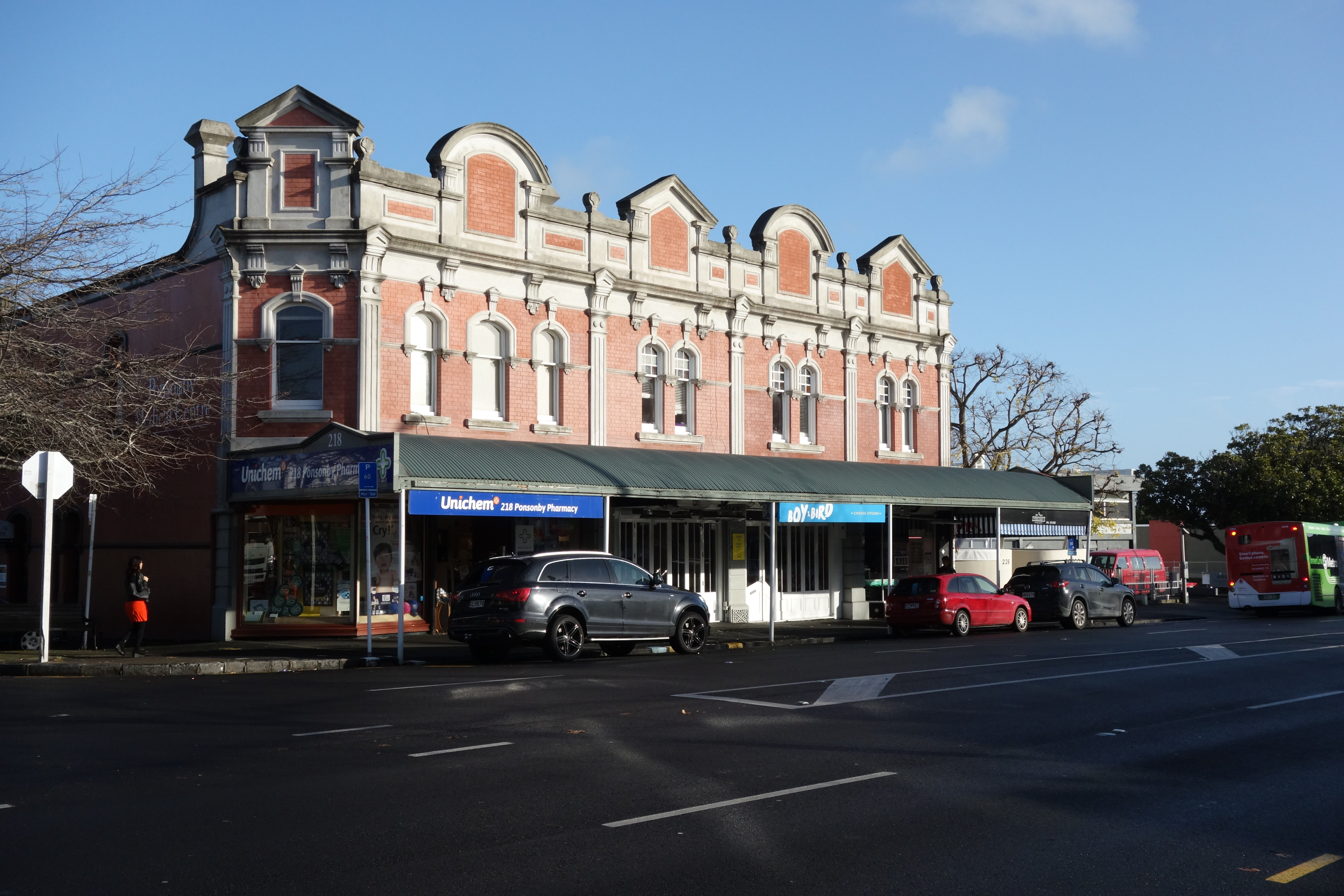
Magasins à Ponsonby Road dans un immeuble du début du XXe siècle
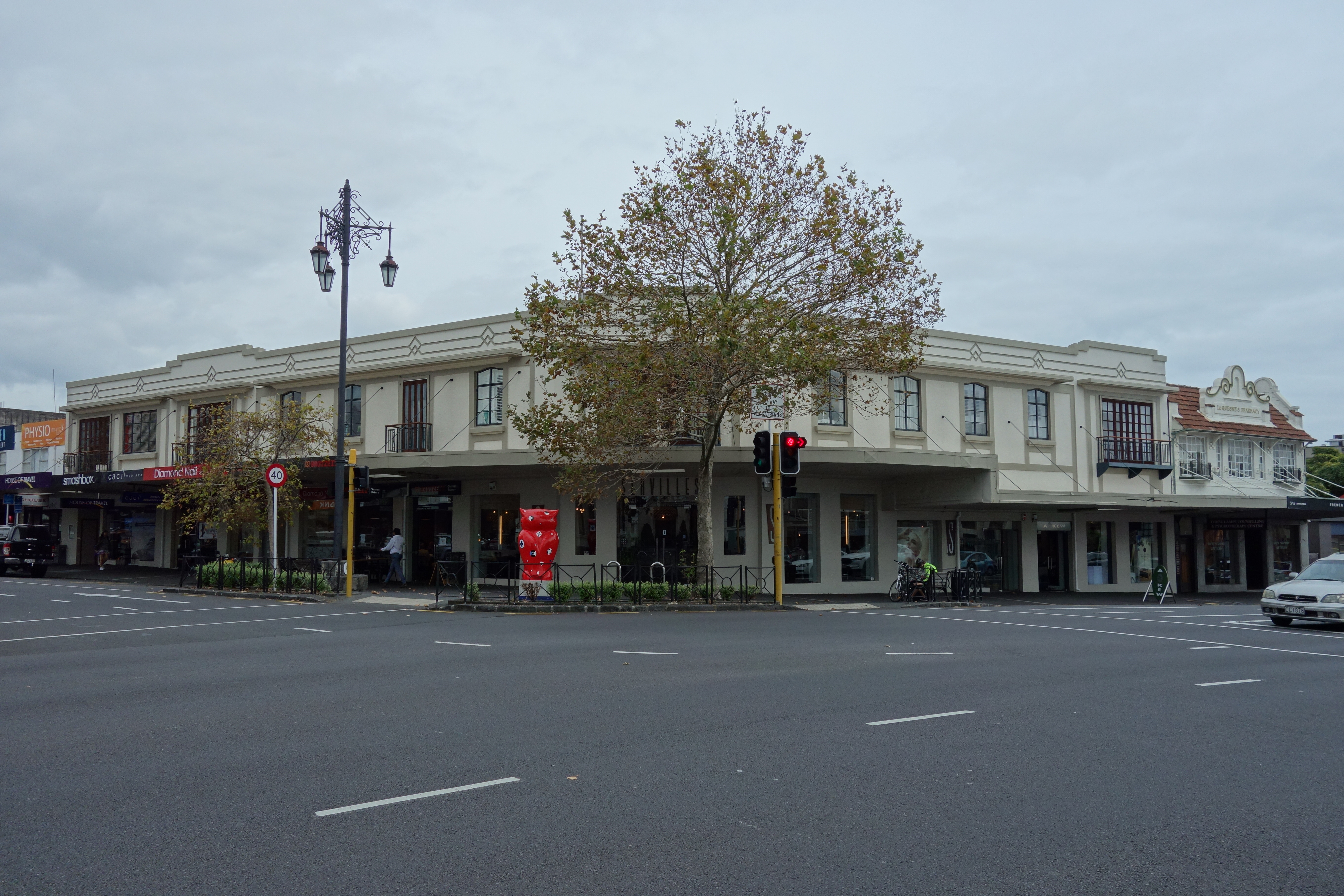
Gluepot Tavern